# امبو، آذربایجان
امبو (به لاتین: Ambu) یک منطقهٔ مسکونی در جمهوری آذربایجان است که در شهرستان لریک واقع شده‌است. این منطقه مسکونی ۷۹۱ نفر جمعیت دارد.

## ریشه واژه
در برخی از نوشته‌ها و اسناد و مدارک نام این روستا آنبو یا انبو نیز یاد شده است. آمبو یا آمبُ در زبان تالشی به‌معنی گلابی وحشی، خرمای وحشی یا انبار است. به‌گفته مردم این روستا آن‌ها برای نخستین‌بار هنگامی که به این روستا آمدند در کنار یک درخت گلابی قدیمی و باستانی خانه‌سازی کردند و نام این روستا برگرفته از آن است.